# Bode-Selke-Stieg

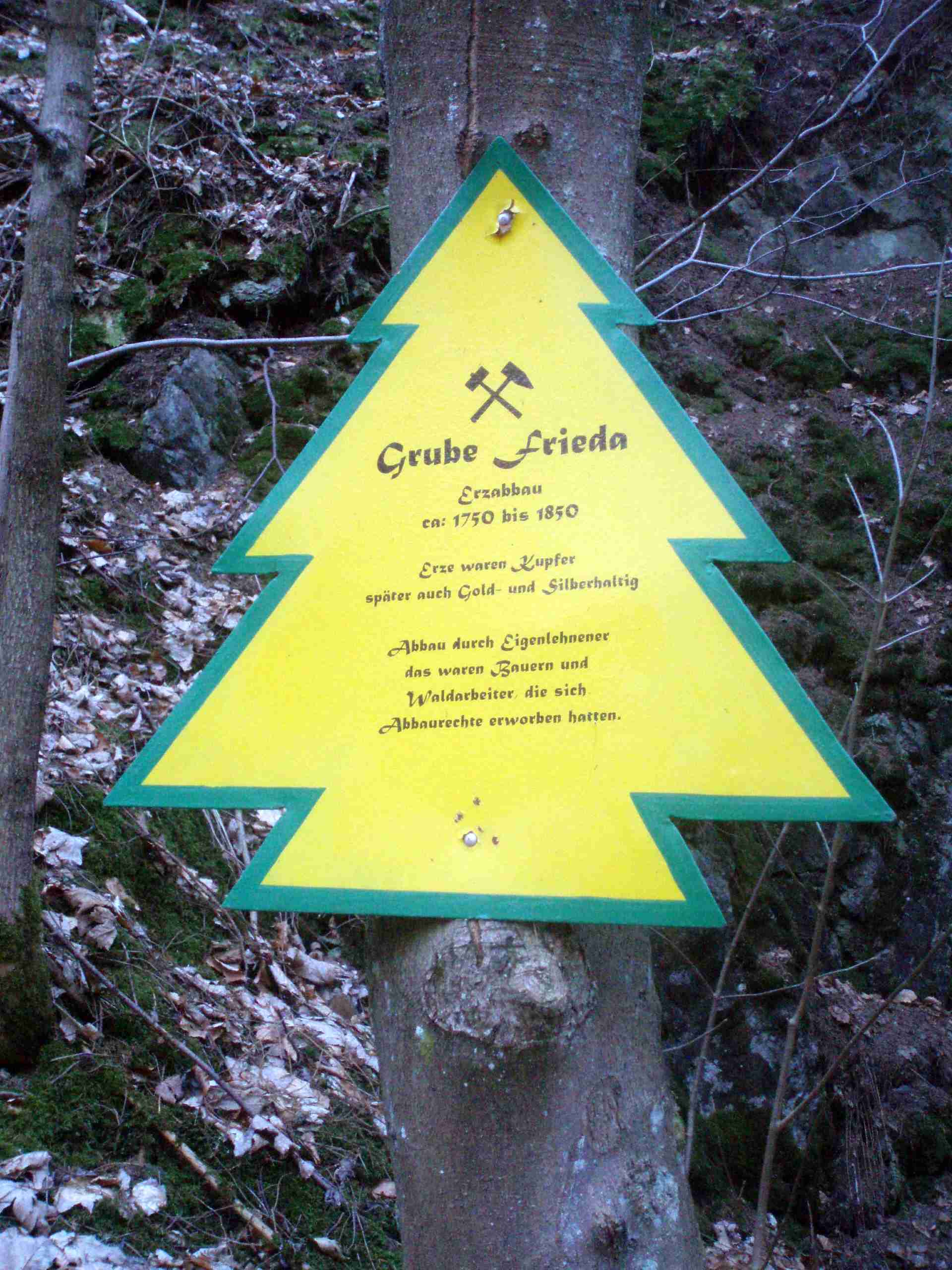
Informationstafel Grube Frieda am Bode-Selke-Stieg

Der Bode-Selke-Stieg ist ein im Jahre 2008 angelegter bzw. neu ausgeschilderter, 14,5 Kilometer langer Wanderweg im Harz.
Er verbindet den Harzer Hexenstieg mit dem Selketalstieg und kann von Treseburg oder Güntersberge begangen werden.
Der Weg führt durch das Tal der Luppbode, an der Grube Frieda und der Luppbodemühle vorbei nach Allrode und von dort über die Wasserscheide und den Langenberg nach Güntersberge.